# سربست (سپیدان)
سربست، روستایی از توابع بخش همایجان شهرستان سپیدان در استان فارس ایران است.

## جمعیت
این روستا در دهستان همایجان قرار دارد و براساس سرشماری مرکز آمار ایران در سال ۲۰۱۹، جمعیت آن ۱۳۸۰ نفر (۳۰۰خانوار) بوده‌است.